# Комсомольское сельское поселение (Гудермесский район)
Комсомольское се́льское поселе́ние — муниципальное образование в Гудермесском районе Чечни Российской Федерации.
Административный центр — село Комсомольское.

## История
Комсомольское  сельское поселение ведет свою историю еще с 1860-х годов и носил название Бибулат юрт. Основателем села принято считать Алиева Абдул-Къедара. Практически вся история этого села неразрывно связано с фамилией этого человека, а так же его потомков. Во времена СССР когда государство вело активную борьбу с религиями на территории всех составляющих его республик, Чеченская республика не стала исключением, именно в это время один из потомков Алиева Абдул-Къедара а именно Алиев Паша вставал на защиту жителей этого села и помогал им с вопросами касающимися Исламской религии.   
Статус и границы сельского поселения установлены Законом Чеченской Республики от 27 февраля 2009 года № 19-р «Об образовании муниципального образования Гудермесский район и муниципальных образований, входящих в его состав, установлении их границ и наделении их соответствующим статусом муниципального района, городского и сельского поселения».

## Население
| 2010  | 2012  | 2013  | 2014  | 2015  | 2016  | 2017  |
| ----- | ----- | ----- | ----- | ----- | ----- | ----- |
| 4392  | ↗4540 | ↗4660 | ↗4775 | ↗4846 | ↗4899 | ↗4990 |
| 2018  | 2019  | 2020  | 2021  | 2023  | 2024  |       |
| ↗5060 | ↗5129 | ↗5215 | ↗5218 | ↗5261 | ↗5275 |       |

## Состав сельского поселения
| № | Населённый пункт | Тип населённого пункта       | Население |
| - | ---------------- | ---------------------------- | --------- |
| 1 | Комсомольское    | село, административный центр | ↗5275     |